# Churchill Cup 2005
La Churchill Cup 2005 fue la tercera edición de la competencia de rugby hoy extinta. Desde esta edición no hubo torneo de mujeres hasta el final de la competencia.
Comenzó el 19 de junio y el 26 del mismo mes. Los Inglaterra A se consagraron campeones al vencer en la final a los invitados, Argentina XV.

## Modo de disputa
El torneo se disputó con el sistema de eliminación directa a una vuelta. Cada partido dura 80 minutos divididos en dos partes de 40 minutos.
Los ganadores de las dos semifinales disputaron la final por el título y los perdedores un partido por el tercer puesto.

## Equipos participantes
| Canadá  | Estados Unidos | Inglaterra A   | Argentina A |
| ------- | -------------- | -------------- | ----------- |
| Canucks | Águilas        | England Saxons | Jaguares    |

## Resultados
Semifinal 1
| 19 de junio de 2005 | Estados Unidos | 30 – 34 | Argentina A | Estadio de la Mancomunidad, Edmonton, |  |
|                     |                | Reporte |             |                                       |  |

Semifinal 2
| 19 de junio de 2005 | Canadá | 5 – 29  | Inglaterra A | Estadio de la Mancomunidad, Edmonton, |  |
|                     |        | Reporte |              |                                       |  |

Tercer y cuarto puesto
| 19 de junio de 2005 | Canadá | 19 – 20 | Estados Unidos | Estadio de la Mancomunidad, Edmonton, |  |
|                     |        | Reporte |                |                                       |  |

## Final[1]
| 26 de junio de 2005 | Inglaterra A | 45 – 16 | Argentina A | Estadio de la Mancomunidad, Edmonton, |                                 |
|                     |              | Reporte |             | Asistencia: 17,000 espectadores       | Asistencia: 17,000 espectadores |